# Sistema de bombardeo de órbita fraccionada
Un sistema de bombardeo de órbita fraccionada o FOBS (del inglés Fractional Orbital Bombardment System) es un sistema de misiles con órbita parcial utilizado para situar una ojiva nuclear en una órbita terrestre baja.

## Situación histórica
En los años 1960, en la Guerra Fría, los Estados Unidos y la Unión Soviética se amenazaban mutuamente con las armas nucleares montadas en misiles balísticos intercontinentales (ICBM) con base en tierra. La trayectoria de los misiles debía seguir la distancia más corta entre ambos países que pasa por el Ártico. Para conseguir el alcance deseado el misil tenía una apogeo de entre 1000 a 1500 kilómetros sobre la superficie terrestre. Estados Unidos y Canadá crearon un sistema de alerta temprana (BMEWS). Construyendo una red de radar de alerta temprana para vigilar constantemente un ataque con misiles soviéticos bajo la dirección del Cuartel General de Defensa Aeroespacial de América del Norte (NORAD). Como resultado, era posible conocer en poco tiempo el lanzamiento de misiles balísticos de la Unión Soviética y sus objetivos. Lo que posibilitaba tomar medidas paliativas.

## Principios de funcionamiento

Comparativa entre una trayectoria balística y una FOBS.

El método FOBS, consiste en inyectar en una órbita baja de la Tierra una cabeza de combate. Su velocidad es la misma que la de un satélite artificial aproximadamente 8 km/s (28,000 km/h) y su altitud entre los 100 km a 150 km, que es mucho más baja que el apogeo de los misiles balísticos intercontinentales, por lo que es difícil de detectar con prontitud, incluso en una red de radar a gran escala. Desde la órbita se puede llegar a cualquier punto de la tierra, sobre el cual pase la trayectoria, sin limitación de alcance. Además, puede recorrer la órbita en ambos sentidos. Un ataque desde la URSS a EE. UU. no tiene que pasar por encima del Polo Norte sino que puede recorrer una órbita polar en dirección contraria. El primer ministro soviético Nikita Jruschov el 15 de marzo de 1962 manifestó: "Puedo atacar a los Estados Unidos a través de la Antártida". La dirección opuesta a aquella donde se centraban las defensas de NORAD. Además de la carecer de limitaciones en el alcance la trayectoria del vuelo orbital y poder llegar por los dos sentidos de la órbita no permite predecir el punto de impacto. Puede ser cualquiera bajo su trayectoria. Por otro lado Un misil balístico es más lento que un satélite (entre 4,5 a 6 km por segundo), debe a volar en dirección al blanco desde el punto de lanzamiento. Al elevarse más alto se detecta antes por el radar. Y conociendo las características de la trayectoria se puede calcular el punto de impacto y tomar medidas paliativas.

## Inconvenientes
A diferencia de los misiles balísticos, este método requiere colocar la cabeza de combate en "una órbita de satélite y luego ser desacelerada de su velocidad orbital y que caiga". Lo cual implica una velocidad más alta que el misil balístico, el cohete debe ser mayor, mientras que por un lado la ojiva nuclear que se va a cargar se debe aligerar (lo que disminuye la potencia explosiva). Además, a diferencia de las ojivas de misiles balísticos que solo se dirigen hacia el objetivo, la ojiva FOBS tiene que reducir la velocidad mediante la inyección inversa para volver a entrar en la atmósfera para lo cual necesita un cohete de frenado que aumenta el peso. Y la potencia de las ojivas nucleares disminuye otra vez. Además, es difícil controlar el tiempo de deceleración lo cual hace disminuir la precisión (aumenta el CEP). Además, FOBS podría burlar la red de radar desplegada en tierra, pero no podía esconderse de los satélites de alerta temprana infrarroja en órbita.

## Misiles candidatos
En la Unión Soviética se desarrollaron varios misiles para ser usados como parte de su sistema de bombardeo de órbita fraccionada (орбитальной головной части). Finalmente solo uno de los misiles fue adoptado:
- Cohete orbital R-36-O (8K69), desarrollado por OKB-586 M. K. Yangel. Fue desplegado en 1968, el primer regimiento entró en servicio de combate en 1969 en el territorio de NIIP-5. La cantidad máxima de misiles desplegados fue 18;
- El cohete global GR-1 (8K713), desarrollado por OKB-1 SP Korolev. El trabajo en el cohete se detuvo por varias razones, una de las cuales fue problemas con el motor. Pero se hizo creer que era operativo en 1964 haciéndolo desfilar en el desfile de la Plaza Roja de dicho año.[1]
- R-46, también propuesto por OKB-586, no pasó del estado de proyecto;
- Cohete UR-200A (8K81), desarrollado por OKB-52 VN Chelomey. Después de nueve lanzamientos en el campo de entrenamiento NIIP-5, el trabajo en el misil fue cancelado;
- Cohete UR-500, más tarde para convertirse en RN "Protón", comenzó su desarrollo por orden del Comité Central del PCUS y el Consejo URSS de Ministros el 29 de abril de 1962 N.º 409 a 183, incluidos en la versión de combate espacial orbital.

## Características técnicas
El satélite FOBS, con una masa de 1,7 toneladas, se compone de dos subconjuntos: la cabeza nuclear alojada en un vehículo de reentrada en forma de cono y una etapa de maniobras responsable de la navegación autónoma y frenar el satélite en el momento elegido. Este último incluye un sistema de navegación inercial y un radar altimétrico para medir la altitud de la órbita. Un retrocohete es el responsable de frenar el módulo para su reentrada atmosférica y el lanzamiento de armas nucleares. El motor del freno está instalado en la parte central del compartimiento de control dentro del módulo de combustible toroidal. Es un motor cohete de propulsor líquido RD-865 quemando una mezcla hipergólica de tetróxido de nitrógeno y UDMH. El motor desarrollado por Yanguel tiene un impulso de vacío de 7,7 toneladas. 2 grupos de 4 propulsores, que utilizan los gases producidos por la turbina asociada con el motor de cohete, eran los responsables de controlar la orientación. En caso de conflicto, se esperaba que los satélites FOBS se colocarán en una órbita polar a través del hemisferio sur, permitiendo golpear desde el sur contra las defensas NORAD de los Estados Unidos orientadas al norte.

## Cuestiones legales
El Tratado del Espacio Exterior, firmado en 1967, prohíbe el despliegue de armas nucleares en órbita de la Tierra, pero no prohibió los sistemas que permitieron la puesta de estas armas en órbita; lo que hizo posible que la URSS evitara violar el tratado probando un sistema de bombardeo orbital parcial con el equivalente de ojivas nucleares en lugar de cabezas nucleares reales. Y por otro lado nunca dieron una vuelta completa a la Tierra con lo que legalmente hablando no estuvieron en órbita como prohíbe el tratado.

## Vida operativa
Las pruebas se realizaron a partir de 1965 con el cohete R-36-O (8K69). Se probaron 19 misiles, incluidos 4 misiles en el área de Kura, 13 cohetes en el área de Novaya Kazanka y 2 misiles a lo largo del océano Pacífico. De estos, 4 fracasaron, principalmente por razones de producción. En el lanzamiento N.º 17, la cabeza del 8F673 fue rescatada utilizando paracaídas. En el proceso, las simulaciones de las ojivas nucleares fueron lanzadas desde Baikonur hacia el Polo Sur y frenadas poco antes de finalizar la primera órbita y alcanzaron el polígono de prueba en Známensk cerca de Astracán. Las pruebas de vuelo se completaron el 20 de mayo de 1968.
Después de la terminación con éxito de las pruebas el 25 de agosto de 1968 se pusieron en servicio los primeros cohetes FOBS. El sistema fue aceptado por las autoridades militares el 19 de noviembre del mismo año. El primer regimiento fue puesto en alerta desde el 25 de agosto de 1969: esta unidad desplegó los misiles en 18 silos, ubicados en el mismo cosmódromo. Cada R-36-O con una cabeza de combate de una potencia explosiva, según fuentes, de 2,3 hasta 5 megatones.

## Lanzamientos
Se lanzaron 24 OGCh a través de vectores R-36O: seis suborbitales y los restantes orbitales (estos últimos clasificados como misiones de Cosmos). Los lanzamientos posteriores a la aceptación del sistema se llevaron a cabo para demostrar el funcionamiento del mismo. Después del lanzamiento, las ojivas aterrizaban en el cosmódromo de Kapustin Yar. Se debe considerar que las cabezas de combate empleadas para las pruebas fueron todas simuladas.
- 5 de marzo de 1965: lanzamiento suborbital fallido. Una pérdida de propelente de la segunda etapa provocó un incendio en el silo, lo que provocó la explosión del cohete portador.
- 16 de diciembre de 1965: lanzamiento suborbital OGCh n. 01L, con impacto del objetivo-cabeza en el área prevista.
- 5 de febrero de 1966: lanzamiento suborbital OGCh n. 02L.
- 17 de marzo de 1966: lanzamiento suborbital OGCh n. 03L. Un mal funcionamiento de la segunda etapa pone a la tercera etapa fuera de línea con el encabezado, haciendo que alcance una altitud de solo 220 km (contra un mínimo de 800-1.200 km). La tercera etapa cambió de rumbo, con los motores encendidos, y se estrelló en Kamchatka, mientras que la segunda etapa continuó su carrera en el océano Pacífico.
- 20 de mayo de 1966: lanzamiento suborbital OGCh n. 04L.
- 17 de septiembre de 1966: primer intento de poner una OGCh en órbita. La tercera etapa, orientada incorrectamente, en lugar de dirigir la cabeza explosiva al polígono Kasputin Yar, la envió a una órbita alta. Los técnicos se vieron obligados a ordenar la autodestrucción de la cabeza nuclear, que produjo alrededor de un centenar de fragmentos.
- 2 de noviembre de 1966: segundo intento de poner una OGCh en órbita. El intento falló, y fue necesario recurrir nuevamente a la autodestrucción de la cabeza (cincuenta fragmentos identificados).
- 25 de enero de 1967: Cosmos 139. Esta fue la primera prueba FOBS exitosa: la cabeza explosiva impactó regularmente en el polígono Kasputin Yar.
- 22 de marzo de 1967: lanzamiento fallido (Cosmos 150).
- 17 de mayo de 1967: Cosmos 160.
- 17 de julio de 1967: Cosmos 169.
- 31 de julio de 1967: Cosmos 170.
- 8 de agosto de 1967: Cosmos 171.
- 19 de septiembre de 1967: Cosmos 178.
- 22 de septiembre de 1967: Cosmos 179.
- 18 de octubre de 1967: Cosmos 183.
- 28 de octubre de 1967: Cosmos 187.
- 25 de abril de 1968: Cosmos 218.
- 21 de mayo de 1968: lanzamiento suborbital.
- 28 de mayo de 1968: lanzamiento suborbital.
- 2 de octubre de 1968: Cosmos 244.
- 15 de septiembre de 1969: Cosmos 298.
- 28 de julio de 1970: Cosmos 354.
- 25 de septiembre de 1970: Cosmos 365.
- 8 de agosto de 1971: Cosmos 433.

## Cancelación
Dado que el tiempo transcurrido entre la desaceleración y el disparo de la ojiva en el área del objetivo es de unos pocos minutos, el tiempo de alerta temprana es muy bajo, lo que más tarde llevó a la prohibición de los sistemas de armas FOBS por el Tratado de limitación de armas estratégicas START II, firmado por la URSS y los Estados Unidos en 1979. En 1982, los sistemas de lanzamiento fueron desmantelados. El último R-36-O se retiró en febrero de 1983, luego se desmantelaron 12 silos y el equipo asociado y los seis restantes fueron convertidos para el uso de variantes espaciales del R-36M como el Dnepr-1.

### Citas
1. ↑  «GR-1 / SS-X-10 SCRAG». Federation of American Scientist (en inglés). Consultado el 15 de diciembre de 2017.
2. ↑  «The Soviet Fractional Orbital Bombardment System Program». Air Power Australia (en inglés). enero de 2010. Consultado el 15 de diciembre de 2017.

- Datos: Q1440379
- Multimedia: Fractional Orbital Bombardment System / Q1440379